# L'alba dei morti dementi
L'alba dei morti dementi (Shaun of the Dead) è un film del 2004 diretto da Edgar Wright.
La pellicola è una commedia horror, primo capitolo della trilogia del cornetto, di cui fanno parte anche Hot Fuzz (2007) e La fine del mondo (2013).

## Trama
Shaun è un inglese trentenne che vive nel quartiere di Crouch End nella periferia di Londra e passa la sua esistenza lavorando come dipendente di un negozio di elettrodomestici, dove i suoi colleghi più giovani non gli danno alcun rispetto, e affrontando le difficoltà della sua vita privata: ha un brutto rapporto con Phillip, suo patrigno, e con il suo coinquilino, Pete, il quale non sopporta la presenza di Ed, il migliore amico di Shaun che però è un perdigiorno obeso piazzatosi in casa, senza peraltro collaborare nel pagamento dell'affitto. A peggiorare le cose, il fidanzamento tra Shaun e Liz sta andando a rotoli, con lei che non sopporta più di passare le serate al Winchester, il pub preferito di Ed. Non fanno quasi mai alcuna attività insieme poiché Shaun si trascina sempre Ed ogni serata, così Liz è costretta a portare sempre i compagni di stanza, il sapientone David e la sua estroversa compagna, Dianne.
Dopo un'altra miserabile giornata di lavoro, Shaun incontra sulla via per casa Yvonne, una sua amica di vecchia data, la quale gli domanda che cosa faranno lui e Liz per il loro anniversario. Non avendo prenotato un tavolo per il ristorante preferito di Liz, Shaun le propone di andare al Winchester, il che la fa arrabbiare al punto di rompere il fidanzamento. Shaun annega la disperazione della rottura con Liz andando a ubriacarsi con Ed. Tornati a casa, i due stanno svegli tutta la notte a fare i DJ con i dischi di Shaun finché non vengono interrotti alle quattro del mattino da Pete, il quale gli ordina di piantarla perché sta soffrendo un forte mal di testa raccontando di essere stato assalito e morso per strada da "dei drogati". Prima di tornarsene a letto, Pete ha un litigio con Shaun sfogandogli addosso tutta la rabbia che prova nei confronti di Ed e del suo stile di vita indecente in sua compagnia.
Il mattino seguente l'intera periferia viene invasa da un'orda di zombi, ma Shaun non li nota, troppo occupato ad affrontare la sbornia causata dalla bevuta della sera precedente. A casa trova Ed che gli dice che c'è una ragazza nel loro giardino. I due provano a parlare con lei, che però li aggredisce e Shaun le dà una spinta, mandandola a infilzarsi in un palo metallico che sbuca dal terreno. Sotto i loro occhi stupefatti, la donna si rialza come se niente fosse. Quando uno zombi obeso giunge nel giardino, Shaun e Ed si barricano in casa e apprendono l'invasione dei morti viventi dal telegiornale, il quale comunica che l'unico modo di eliminare uno zombi è quello di tagliare la testa o distruggere il loro cervello. I due iniziano a lanciare ogni cosa contro questi lenti aggressori, ma nulla sortisce effetto, finché non provano con una vanga e una mazza da Cricket presi dal capannone degli attrezzi, e tempestandoli di colpi riescono finalmente ad annientarli. Dopo essersi salvati, Ed e Shaun decidono che il posto migliore dove ripararsi durante l'invasione degli zombi è al Winchester.
Rientrati in casa i due vengono sorpresi da un Pete zombificato sotto la doccia, così, dopo averlo rinchiuso in bagno, Shaun scappa con Ed a bordo della macchina di Pete. Shaun decide di andare a casa di sua madre Barbara per recuperarla; giunto alla casa scopre che Phillip è stato morso, ma non si è ancora tramutato in uno zombi. Shaun si porta indietro la madre, che sembra non realizzare la gravità della situazione e, dopo che Ed ha intenzionalmente schiantato la macchina di Pete, fuggono a bordo della Jaguar di Phillip. Dopo che Ed e Shaun hanno recuperato anche Liz con David e Dianne, Phillip viene abbandonato dal gruppo, perché trasformatosi in zombi, non prima però di essere riuscito a fare la pace con Shaun. Durante il percorso a piedi il gruppo di Shaun va incontro al gruppo di Yvonne, comicamente identico a quello del protagonista. Per raggiungere il Winchester, che è circondato da zombi, il gruppo di Shaun segue il piano di Dianne e riescono ad attraversare l'orda di zombi fingendosi dei morti viventi a loro volta, riuscendo così a entrare nel pub e a barricarcisi dentro.
Qualche ora più tardi, però, gli zombi riescono a entrare nel bar, costringendo i sopravvissuti a una battaglia all'ultimo sangue per sopravvivere. Shaun scopre che il fucile Winchester appeso come ornamento nel bar è funzionante e lo usa per eliminare qualche zombi. Barbara inizia a sentirsi male poiché è stata infettata e muore diventando uno zombi, costringendo Shaun a spararle. David intanto viene smembrato e divorato dagli zombi; Dianne si getta in suo aiuto, ma gli zombi la travolgono e sparisce alla vista degli altri. Ed prepara una bomba Molotov per sbarazzarsi dei mostri, ma proprio allora viene morso dallo zombi Pete. I tre sopravvissuti si rintanano in cantina e proprio mentre si mettono a contemplare il suicidio, scoprono un montacarichi che li può portare fuori, ma Ed preferisce essere lasciato lì, mentre Liz e Shaun salgono all'esterno. Fuori trovano una folla di zombi, ma fortunatamente decine di soldati dell'esercito britannico giungono sul posto e li salvano aprendo il fuoco contro i morti viventi. Shaun e Liz vengono quindi condotti in salvo e incontrano di nuovo Yvonne nel furgone militare.
Sei mesi dopo la peste degli zombi, i sopravvissuti hanno ripreso le loro routine quotidiane mentre gli zombi non distrutti sono sfruttati per compiere lavori di seconda mano e come concorrenti di giochi senza frontiere televisivi. Vengono mostrate scene assurde come un talk-show in cui una donna dice di amare ancora il marito zombificato, diritti umani per gli zombi e perfino Chris Martin e Jonny Buckland dei Coldplay intenti a concedere un'intervista e a programmare un concerto per i diritti degli zombi. Liz viene raggiunta da Shaun, che si siede sul divano e aspetta che lei gli prepari un tè, poi va fuori nel capannone degli attrezzi e lì si siede sul divano con Ed, ormai zombi, e si mettono a giocare ai videogiochi.

## Cast e personaggi
- Simon Pegg è Shaun. Il personaggio principale e protagonista del film. Un demotivato commesso di un negozio di elettrodomestici che vive una vita senza obiettivi incastrato in un lavoro senza sbocchi, con problemi con la madre Barbara, il suo patrigno Phillip e la sua ragazza Liz. Soprattutto con Liz, la gran parte dei suoi problemi nasce dal suo rifiuto di distaccarsi dal suo migliore amico Ed, che Shaun insiste a non abbandonare nonostante questo non faccia altro che incrinare il rapporto con la fidanzata. Decide di fare qualcosa della sua vita e di sistemare le proprie relazioni sociali. È l'ultima persona che chiunque crederebbe un eroe, ma il risorgere dei morti invece gli fornisce inaspettate responsabilità e prove da sostenere.
- Nick Frost è Ed. Il migliore amico di Shaun, dal quale è inseparabile, ma su cui esercita una decisamente cattiva influenza; è uno spacciatore part-time di erba e un perdigiorno a tempo pieno, che sembra aver preso residenza fissa sul divano di Shaun e Pete, e la cui vita consiste in poco più che giocare a videogame e andare a bere al pub con l'amico, che continua a tenerselo vicino. Pete suggerisce che il vero motivo per cui Shaun rifiuta di abbandonare Ed non è tanto amicizia, ma più perché, tenendosi Ed vicino, Sahun avrà sempre la prova di non essere il più grande fallito al mondo. Alla fine però, anche se quello che dice Pete non viene mai totalmente smentito, si vede come Shaun ed Ed siano davvero migliori amici.
- Kate Ashfield è Liz. La ragazza di Shaun, stufa della loro vita sociale che consiste interamente nell'andare (assieme a Ed, David e Dianne) al Winchester. Un'insegnante responsabile, vorrebbe che Shaun si creasse un po' di motivazione per poter fare qualcosa di sé stesso, ma quando la sua irresponsabilità lo conduce a dimenticarsi di prenotare un posto per un importante anniversario, lo lascia. A causa dell’epidemia zombie, però, si trova di nuovo assieme a Shaun, e la situazione li farà tornare assieme, specie dopo aver visto l’uomo tirare fuori il meglio di sé.
- Dylan Moran è David. Coinquilino di Liz e ragazzo di Dianne. È evidente a tutti tranne che a lui stesso che David è innamorato di Liz, per cui è infastidito da Shaun e lo insidia volentieri a ogni opportunità. Nel corso della vicenda cerca più volte di prendere l'iniziativa quasi solo per dimostrarsi migliore di Shaun, finendo invece per creare ulteriori problemi. Un insopportabile so-tutto-io, David non è per nulla intelligente o buono come leader come pensa di essere.
- Lucy Davis è Dianne. La ragazza di David, amica di Liz dai tempi della scuola. Un'aspirante attrice (una "attrice fallita" secondo Shaun), Dianne è scesa a patti col fatto che il suo ragazzo è innamorato un'altra. Vivace, ma un po' sciocca, è gentile, amichevole e desiderosa di aiutare, ma il suo contributo produce spesso l'effetto opposto del voluto.
- Penelope Wilton è Barbara. La dolce e devota madre di Shaun, che lui adora. Chiama Shaun "pasticcio" (nella versione inglese lo chiama invece "pickle" - sottaceto) e cerca sempre di mediare tra il figlio e il marito. Barbara è piuttosto disorientata dagli eventi mano a mano che accadono.
- Bill Nighy è Phillip. Il patrigno serio e severo di Shaun, col quale Shaun ha un sacco di problemi (e risentimenti). È un uomo piuttosto distaccato e freddo, e si rammarica di non avere una stretta relazione col figliastro.
- Peter Serafinowicz è Pete. L'altro coinquilino di Shaun, amico dai tempi del college. Pete è l'esatto opposto di Ed, un responsabile, serio e affidabile lavoratore che apparentemente ha più successo dei suoi pigri coinquilini. È sempre più scontento della presenza di Ed nell'appartamento, a causa della sua pigrizia ed egoismo e del fatto che non pulisca né contribuisca con soldi al mantenimento della casa, cerca quindi di spingere Shaun a tagliare i ponti con Ed e a concludere qualcosa nella sua vita.

## Accoglienza
George A. Romero, omaggiato nel titolo del film, ha dichiarato:
(George A. Romero)
Altri celebri registi hanno apprezzato il film:
(Quentin Tarantino)
(Peter Jackson)
(Stephen King)

## Riconoscimenti
- 2004 - British Independent Film Awards
  - Miglior sceneggiatura

## Colonna sonora (parziale)
- Queen: Don't Stop Me Now (scena)
- Queen: You're My Best Friend (inizio dei titoli di coda)

## Altri media
- La casa editrice statunitense IDW Publishing ha realizzato un adattamento a fumetti del film[3]. Si tratta di una miniserie di 4 albi distribuita tra maggio e agosto del 2005, scritta da Chris Ryall e disegnata da Zack Howard e Sean Murphy[3].